# Xaybuathong
Xaybuathong es un distrito de la provincia de Khammouan, Laos. A 1 de marzo de 2015 tenía una población censada de 26 182 habitantes.
Se encuentra ubicado en el centro del país, sobre la cordillera Annamita, y cerca de la orilla del río Xe Bang Fai —un afluente del río Mekong— y de la frontera con Vietnam y Tailandia.